# Gelu Radu
Gelu Radu (* 3. November 1957 in Adjud, Kreis Vrancea) ist ein ehemaliger rumänischer Gewichtheber.

## Karriere
Radu trat erstmals 1980 mit 22 Jahren zu den Olympischen Spielen in Moskau international an. Hier belegte er mit 265,0 kg (115,0/150,0 kg) den 8. Platz im Federgewicht bis 60 kg. Sieger wurde Wiktor Masin mit 290,0 kg. Nachdem er 1981 auf keinem internationalen Wettkampf gestartet war, erreichte er bei der Weltmeisterschaft 1982 in Ljubljana mit 285,0 kg (125,0/160,0 kg) den fünften Platz. Zur WM 1983 steigerte Radu sich erneut auf 292,5 kg (130,0/162,5 kg) und konnte hier Bronze im Zweikampf sowie im Stoßen gewinnen. Da EM und WM in einer Veranstaltung ausgetragen wurden, bedeutete dies gleichzeitig den dritten Platz bei der Europameisterschaft.
Durch den Olympiaboykott der anderen osteuropäischen Staaten zählte Radu zu den Titelfavoriten bei den Olympischen Spielen 1984 in Los Angeles. Hier gewann er mit 280,0 kg (125,0/155,0 kg) Silber hinter dem Chinesen Chen Weiqiang, der 282,5 kg hob. Nachdem Radu im Reißen 125,0 kg bewältigte, stieg er im Stoßen mit gültigen 155,0 kg ein und steigerte danach auf 165,0 kg, welche er zweimal nicht schaffte. Da jedoch auch Chen, der ebenfalls 125,0 kg riss, zweimal an 165,0 kg scheiterte, hätte ein gültiger Versuch mit 160,0 kg für Radu gereicht, um Gold zu gewinnen. Diese Spiele stellten 1984 gleichzeitig die Weltmeisterschaften dar, womit Radu auch Vizeweltmeister wurde.

## Bestleistungen
- Reißen: 130,0 kg in der Klasse bis 60 kg 1983 in Moskau
- Stoßen: 162,5 kg in der Klasse bis 60 kg 1983 in Moskau
- Zweikampf: 292,5 kg in der Klasse bis 60 kg 1983 in Moskau